# Ganz Wien
Ganz Wien (… ist heut auf Heroin) ist ein vom österreichischen Musiker Falco 1980 geschriebenes und gesungenes Lied, mit dem er den Grundstein für seine Solokarriere legte. Der Liedtext behandelt die damals im Aufschwung befindliche harte Drogenszene in Wien und im Club U4 sowie die zerstörerische Wirkung des Drogenkonsums.
Falco sang es zuerst bei Pausen seiner Gruppe Drahdiwaberl, wo es ein Erfolg wurde. Im Jahr 1981 wurde es auf dem Bandalbum veröffentlicht, im Rundfunk aber zensiert. Die 1981 als That Scene veröffentlichte englische Version war Falcos erste Single (4:22 Minuten/Instrumental 2:32 Minuten) als Solokünstler und kam in die Radiocharts. Auf seinem 1982 erschienenen Debütalbum Einzelhaft erschien wieder die deutsche Version, die er fortan oft live sang.

## Hintergrund
Der Bassist Hans Hölzel war von 1977 bis Anfang 1979 bei der Hallucination Company, wo er seinen Künstlernamen Falco und sein Styling annahm. Der damalige Tourerfolg dieser Gruppe regte wiederum Stefan Weber an, seine Wiener Anarcho-Band Drahdiwaberl neu zu formieren; 1978 lud er unter anderem Falco zum Mitspielen ein. Kurz nach dem Ausstieg aus der Hallucination Company stieg Falco bei der mit Drahdiwaberl personell eng verknüpften, kommerzieller ausgerichteten Gruppe Spinning Wheel ein, wo er erstmals wirklich zu singen und dabei einen eigenen Stil zu entwickeln begann. Im Mai 1979 spielte er in einem Tonstudio seine erste Single, bestehend aus den Titeln Chance to Dance und Summer, ein, gab sie aber nicht frei. Eine Veröffentlichung dieses Frühwerks fand erst Ende 2007 im Rahmen einer Werbeaktion für die Wiener Einkaufsstraßen in Form einer Werbe-CD (unter der Bezeichnung FALCOs 1.) statt.
Das spöttische Lied entstand als Reaktion auf Erlebnisse mit der damals im Aufschwung befindlichen harten Drogenszene in Wien. An einem Tag im Jahre 1980 kam Falco mit der selbst komponierten und getexteten Nummer zu einer Probe von Drahdiwaberl. Da sie nicht in das Repertoire der Band passte, diente sie als Pausenfüller zwischen den orgiastischen Darbietungen. Dabei ging Falco mit seiner Bassgitarre zum Bühnenrand und Stefan Weber trat in den Hintergrund. Die Nummer wurde zu einem eigenständigen Renner und einem Kulthit der New-Wave-Szene Wiens. Falco erlebte erstmals, vom Publikum umjubelt zu werden.
Zu dieser Zeit besuchte Markus Spiegel, damals Inhaber des Wiener Labels GiG Records, ein Konzert, woraus ein Plattenvertrag für die Band und einer für Falco resultierte.

„Als ich Falco bei einem Drahdiwaberl-Konzert in den Wiener Sophiensälen erstmals mit seiner Nummer Ganz Wien sah, war mir klar, daß ich ihn als Solokünstler unter Vertrag nehmen wollte. Falco hat auf mich einen ungeheuer charismatischen Eindruck hinterlassen.“

Zuerst erschien 1981 das Band-Studio-Album Psychoterror, worauf der Titel enthalten ist (Dauer: 5:06). Dieses stieg am 1. August 1981 mit der Höchstplatzierung 8 in die Album-Charts ein und hielt sich 8 Wochen bis 15. September. Auf späteren Samplern scheint als Interpret oft „Drahdiwaberl & Falco“ oder „Drahdiwaberl mit Falco“ auf. Wegen des Drogenthemas setzte der Rundfunk das Lied auf seinen Index und spielte es nicht auf Ö3.
Im September desselben Jahres erschien die englische Version That Scene (Ganz Wien) als Single (Dauer: 4:22) mit einer Instrumentalversion auf der Rückseite (Dauer: 2:32) und Falco als angegebener Solointerpret. Diese stieg am 20. September 1981 mit der Höchstplatzierung 11 in die gemischten Verkaufs- und Hörercharts der Ö3-Hitparade ein und hielt sich sechs Wochen, wobei während dieser Zeit die Rangliste von 15 auf 20 Plätze erweitert wurde. Die englische Version erschien noch auf den Alben Austropop Kult (2004) und Einzelhaft 25th Anniversary Edition (2007). Die Tracklänge der remasterten Version beträgt 4:30 Minuten.
Markus Spiegel brachte Falco mit dem Musikproduzenten und Soundmixer Robert Ponger zusammen, der im Sommer 1981 ein Lied für Reinhold Bilgeri komponiert hatte, dem es aber nicht gefiel – im Gegensatz zu Falco, der einen Text dazu schrieb.
Mit dem im Dezember 1981 veröffentlichten österreichischen Nummer-eins-Hit Der Kommissar startete er im Frühjahr 1982 national und international durch. Auf dem dazugehörigen Album Einzelhaft, welches von Ponger produziert wurde, ist wieder die deutsche Version von Ganz Wien enthalten (Dauer: 5:08), ebenso auf der Rückseite der im Sommer 1982 erschienenen zweiten Singleauskopplung Maschine brennt.
Ganz Wien blieb fixer Bestandteil von Falcos Livekonzerten. Er trat damit auch vereinzelt bei Drahdiwaberl-Konzerten als Gaststar auf, unter anderem 1996 beim Arena-Open-Air 1000 Jahre Österreich/100 Jahre Drahdiwaberl. „Falco reflektierte in seinen Texten und seiner Musik ein Lebensgefühl, ohne das ein Lokal wie das U4 nie hätte entstehen können. Bis zum heutigen Tag ist die Musik Falcos im U4 stets präsent, und sein Ganz Wien ist längst die ‚Bundeshymne‘ für mehrere Generationen von Stammgästen.“ (Conny de Beauclair)
Im März 2017, über 35 Jahre nach seiner Entstehung und Erstveröffentlichung, gelangte Ganz Wien durch Download-Verkäufe in die offiziellen österreichischen Charts und belegte dort für eine Woche Platz 72.

## Videos
Am Anfang von That Scene sieht man die Füße und den langen Ledermantel eines gestylten Mannes (Falco) in der Station Meidling Hauptstraße aus einer U4 der Wiener U-Bahn aussteigen und zu einem Mann im Blues-Brothers-Outfit gehen. Diese Szenen werden immer durch andere unterbrochen, in der eine Frau mit Falco tanzt. In der U-Bahn-Station lässt Mann 1 mehrere Plattencover von That Scene als Erkennungszeichen fallen und geht an Mann 2 vorbei die Rolltreppe hinauf. Mann 2 folgt durch das „dunkle“ Wien. Sie gehen hinaus, unter dem großen Flugdach der damaligen Autobushaltestelle neben der U-Bahn-Station in Richtung der Diskothek Club U4. Dort sind auch die – ab jetzt dazwischengeschnittenen – Sequenzen eines Auftritts von Falco mit seiner roten Phantasieuniform gedreht worden. Unter dem Flugdach schmust ein Paar, an dem sie vorbeigehen, sehr heftig. Die beiden Männer gehen hintereinander an den vor dem U4 versammelten Leuten vorbei, hinunter in die Räumlichkeiten. Die Frau des vormals tanzenden Paars läuft beim Gitarrensolo durch dunkle Gänge und der Mann verfolgt sie, nachher tanzen sie wieder. Am WC schüttelt ein Mann (Falco) im schwarz-weiß gestreiften Jackett rhythmisch eine zugehaltene große Flasche Sekt und bespritzt dann mit dem Schaum eine vor dem Spiegel stehende Frau mit einem sehr durchsichtigen Kleid und einem verlebt wirkenden Gesicht. Auf den Spiegel ist mit Lippenstift The Scene geschrieben. Zum Schluss küsst sich das Tanzpaar eng umschlungen und tanzt weiter.
Ein Video zur deutschen Version zeigt zwei verschiedene Auftritte von Falco mit Band (einmal mit der roten Uniform, einmal mit ins Gesicht gezogenem Baseballkapperl). Dazwischengeschnitten sind aufblitzende Szenen mit „typischen“, symbolhaften Szenen aus Wien, darunter Menschen in der Kärntnertorpassage auf dem Weg zur Opernpassage. Dann geht Falco mit langem Mantel und breitkrempigem Hut durch die Opernpassage. Der Bereich um den Karlsplatz und die Opernpassage war schon damals Drogenumschlagplatz. Bei „Leber ist hin“ wird eine Schweinehälfte beim Fleischhauer gezeigt. Als einziges sicher nicht zu Wien gehörendes Bild sticht der Bahnhof Budapest Nyugati pályaudvar heraus.
Ein im Bayerischen Rundfunk ausgestrahltes Video zeigte fälschlicherweise das Insert „Ganz Wien früher Live-Auftritt Falco, ca. 1979“, was mit den üblichen Schilderungen nicht konsistent wäre. Ein anderer Sender datiert es auf „Wiener Metropol, 1981“.

## Cover-Versionen
- Auf der im Jahre 2000 erschienenen und von Willi Türk zusammengestellten CD 20 Jahre U4 ist eine Live-Version von Hansi Lang zu hören (Dauer: 4:17).
- Nina Hagen sang es bei einem aufgezeichneten Live-Auftritt.
- Die Band Bunny Lake veröffentlichte auf ihrer CD The Beautiful Fall 2010 eine Version (Dauer: 4:13). Auf dem Sampler Wien Musik 2011 ist eine andere Version von ihnen enthalten (Dauer: 3:28)
- Ernst Molden und Der Nino aus Wien veröffentlichten 2015 eine Version auf ihrem gemeinsamen Album Unser Österreich.
- Der Wiener Rapper Yung Hurn veröffentlichte den Song „Ganz Wien“ 2015 auf seinem Album „22“.

## Der Titel „Ganz Wien …“ bei anderen Künstlern
Titelmäßig wie auch thematisch ähnlich ist Georg Danzers Titel Ganz Wien träumt von Kokain, den er 1977/1978 auf Ein wenig Hoffnung und Narrenhaus veröffentlichte. Darin beschreibt er die Kokainbegierde der Wiener Szene. Die LP Narrenturm wurde 1981 neu gepresst.
Peter Cornelius veröffentlichte 1981 den Titel Ganz Wien hat den Blues auf der LP Reif für die Insel und als Single. Es handelt davon, dass Wien dahinschleicht und dass dies in den Wienern drin liege.